# Einhaus
Einhaus là một đô thị thuộc huyện Lauenburg, trong bang Schleswig-Holstein, nước Đức. Đô thị Einhaus có diện tích 2,53 km², dân số thời điểm 31 tháng 12 năm 2006 là 384 người.